# Tamilomyia dichaetomyiina
Tamilomyia dichaetomyiina är en tvåvingeart som beskrevs av Fritz Isidore van Emden 1965. Tamilomyia dichaetomyiina ingår i släktet Tamilomyia och familjen husflugor.
Artens utbredningsområde är Sri Lanka. Inga underarter finns listade i Catalogue of Life.